# أوكاوكا (إلينوي)
أوكاوكا (بالإنجليزية: Oquawka) هي منطقة سكنية تقع في الولايات المتحدة في إلينوي. يقدر عدد سكانها بـ 1,371 نسمة .

## أعلام
- جويس ريكيتس
- تشارلز لينكولن إدواردز